# Venuše z Lespugue
Venuše z Lespugue je pravěká, 15 cm vysoká venuše vyřezaná z mamutího klu v období gravettienu před přibližně 25 000 lety. Je výrazně stylizovaná a odpovídá kánonu popsaného A. Leroi-Gourhanem: prsy, břicho a boky jsou vepsány do kruhu a zbytek těla (hlava, nohy) tvoří okolo kosočtverec. 
Venuši nalezl 9. srpna 1922 René de Saint-Périer v jeskyni Grotte des Rideaux v kaňonu řeky Save v Lespugue v departmentu Haute-Garonne v jihozápadní Francii. Během výkopu byla nedopatřením poškozena. Dnes je součástí sbírek pařížského Musée de l'Homme.